# Як Петрик П'яточкин слоників рахував
«Як Петрик П'яточкин слоників рахував» — український радянський короткометражний анімаційний фільм, знятий у 1984 році студією «Київнаукфільм». Анімаційний фільм став культовим і є одним з найвідоміших робіт української анімації разом із фільмом «Капітошка».

З 2017 року Studio KAPI працює над створенням повнометражного анімаційного фільму «23 обра́зи Петрика П'яточкина». Його реліз був запланований на третій квартал 2022 року.

## Сюжет
Петрик П'яточкин ходить в дитячий садок і обожнює пустувати. Одного разу він рахував слонів, щоб скоріше заснути разом з іншими дітками під час тихої години. А коли йому це вдалося, Петрик потрапив до Африки у дивовижний дитсадок, де йому довелося доглядати за слоненятами, які не пропускали нагоди побавитися.

## Над мультфільмом працювали
- Автор сценарію: Наталя Гузєєва
- Режисер: Олександр Вікен
- Художник-постановник: Микола Чурилов
- Композитор: Володимир Бистряков
- Оператор: Анатолій Гаврилов
- Звукооператор: Ізраїль Мойжес
- Художники-мультиплікатори: Сергій Кушнеров, Ніна Чурилова, В. Омельчук, Микола Бондар, Михайло Яремко, Олена Касавіна, Андрій Карбовничий, Сергій Гізіла, Ельвіра Перетятько
- Асистенти: О. Малова, Г. Лапа, Борис Волков, Максим Максименко, О. Янковська, Л. Сніжко, В. Боженок
- Всі ролі озвучила співачка Наталія Рожкова
- Текст пісень: Олександра Вратарьова
- Редактор: Світлана Куценко
- Директор картини: Н. Литвиненко

## Продовження

### Друковані видання
Історії про Петрика П'яточкина також виходили на папері: «Петрик П'яточкин і Дід Мороз» (2007), «23 образи Петрика П'яточкина», «Любов та 17 страждань Петрика П'яточкина» (2008). Найсвіжіший наклад видало видавництво «Віват» у 2015 році. У книгу «Як Петрик П'яточкин слоників рахував» увійшло три оповідання.

#### Книги
- «Як Петрик П'яточкин слоників рахував» (збірка оповідань)

1. «Як Петрик П'яточкин слоників рахував»
2. «Комп'ютерна пісенька Петрика П'яточкина»
3. «Петрик П'яточкин і Дід Мороз»

- «Петрик П'яточкин і веселий гармидер»
- «23 обра́зи Петрика П'яточкина»
- «Любов та 17 страждань Петрика П'яточкина»

### Фільм
У 2012 році Наталя Гузєєва спільно з продюсерами та режисером розробляла серіал про П'яточкина. З 2017 року Studio KAPI працює над створенням повнометражного анімаційного фільму «23 обра́зи Петрика П'яточкина». Його реліз запланований на третій квартал 2022 року. Сценаристкою стрічки стала творчиня персонажа Наталя Гузєєва, а режисером Ростислав Гарбар.

## Інтерпретації
Мультфільм став предметом принаймні двох статей, що розглядають мультфільм з позицій боротьби тоталітаризму і дисидентства.
Так, у виданні Gazeta.ua анонімний автор повідомляє, що мультфільм оповідає «про ламання особистості в умовах тиску колективістської ідеології». Злам особистості Петрика здійснює вихователька, яку автор статті називає «машиною нормалізації», за допомогою занурення у «гіпнотичний стан».
Руслан Єгоров, посилаючись на «Об'єднану Експертну Комісію (ОЕК) Міністерства освіти і науки та Міністерства культури і мистецтв України», у виданні «Смолоскип України» так інтерпретує особу головного героя:

| «…в особі Петрика ми бачимо яскраву вагому постать українського дисидента колоніяльної совєтської доби. Виходячи з московського прізвища головного героя анімаційної драми, з великою часткою імовірності можемо припустити, що Петрик П'яточкін, за прихованим задумом автора, мусив проявити перед глядачем внутрішню суперечність ментальності етнічного креола. Маючи можливість знайти своє місце в окупаційній системі, головний герой долає в собі імперський комплекс загарбника і, роблячи свідомий вибір на користь поневоленого зрабованого матірнього народу, стає до безкомпромісного герцю із совєтським тоталітарним монстром.» |
Сон Петрика, в якому він рахує слоненят, трактується Русланом Єгоровим як спроба «зібрати загін войовничих слоників», а вихователька нагороджується епітетом «тюремниця», вона вдається до «спеціальних психотехнік, зокрема гіпнозу та нейролінгвістичного програмування».